# 比弗河 (俄克拉何马州)
比弗河（英語：Beaver River）是奧克拉荷馬州北加拿大河中一段的历史名称。 